# نقطه پادخورشیدی

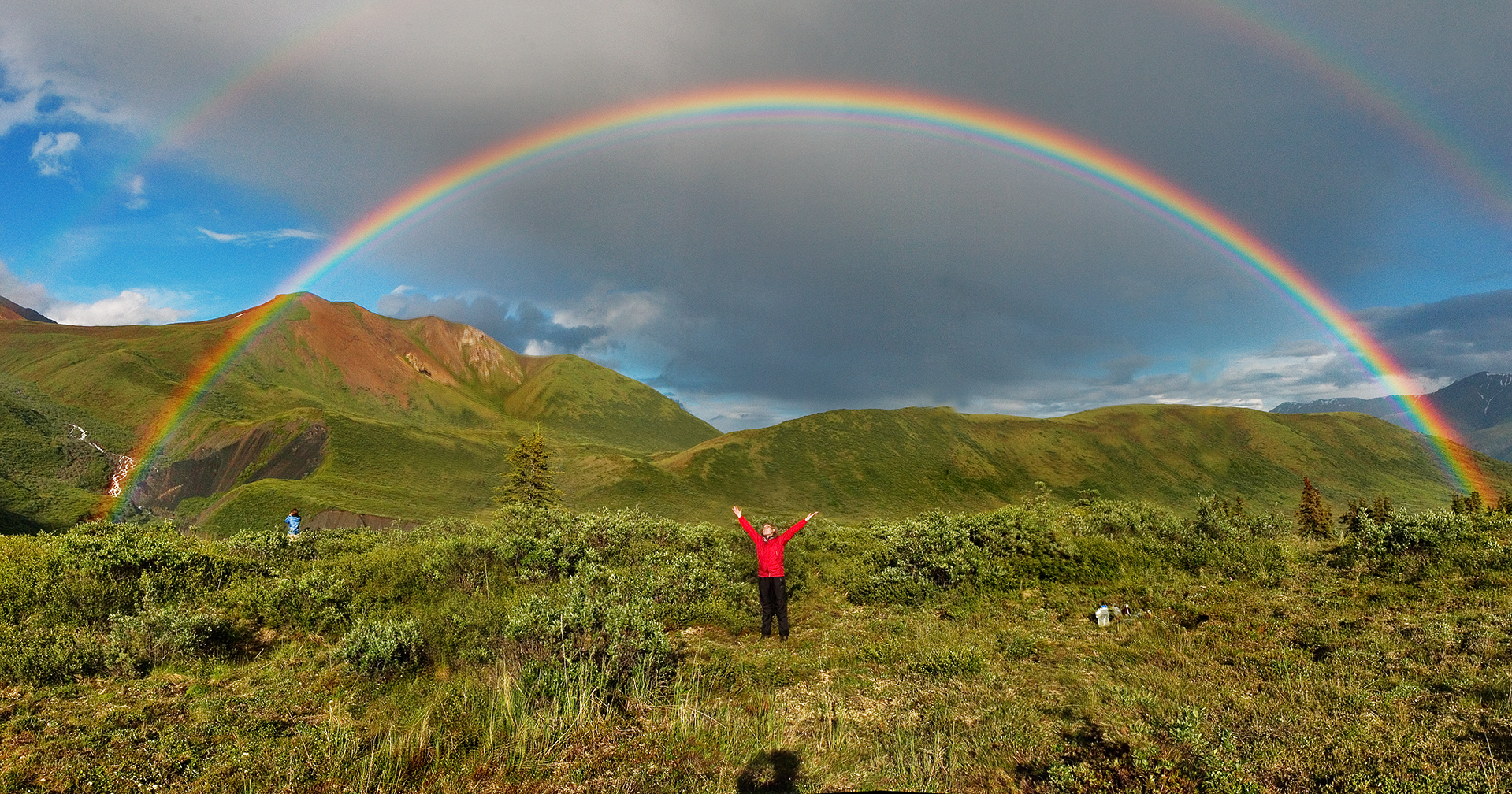
در این عکس از رنگین‌کمان، کمان بر سایه سر عکس قرار دارد.

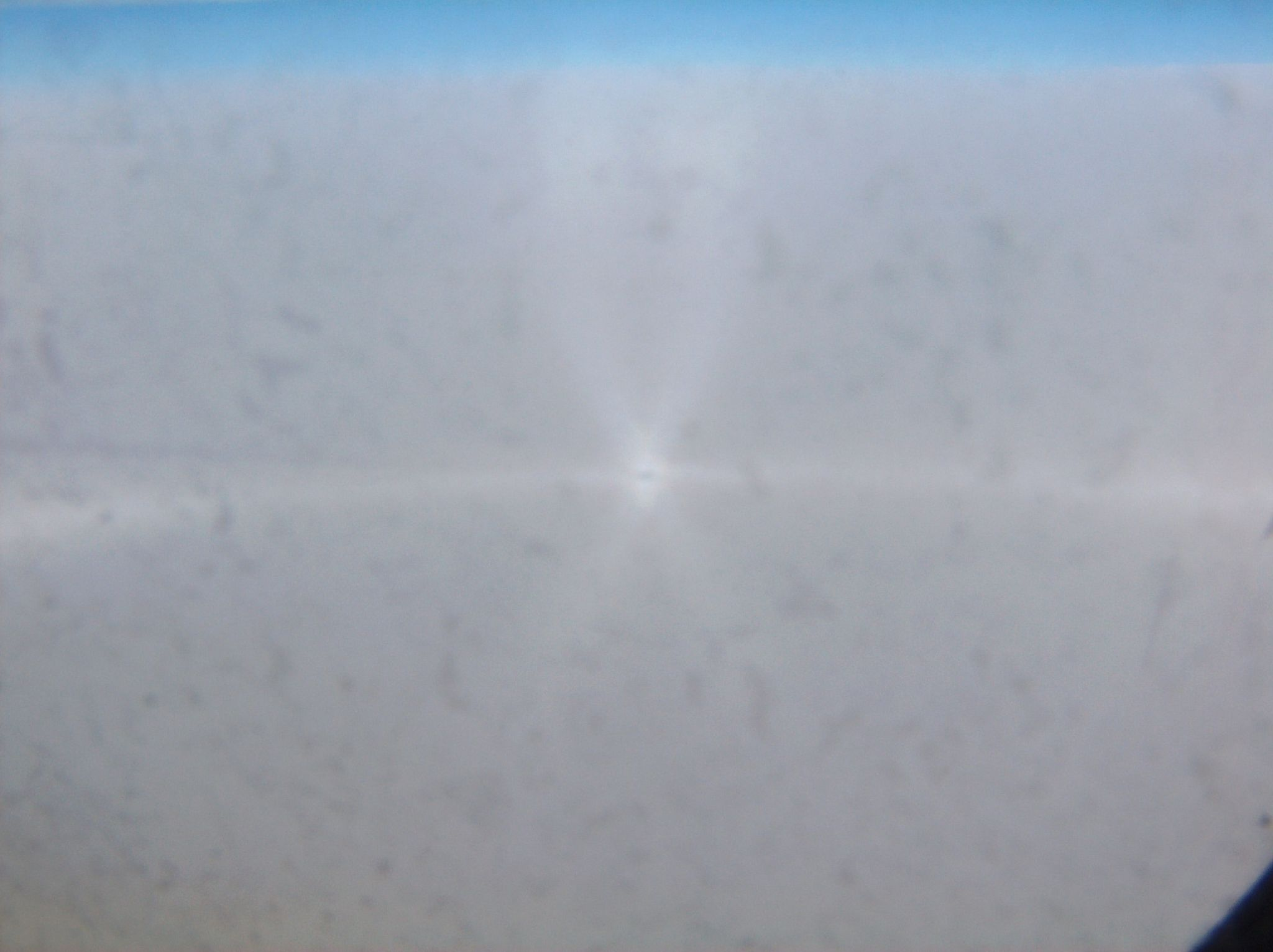
عکسی که نقطه پادخورشیدی در وسط آن قرار دارد.

نقطه پادخورشیدی نقطه ای فرضی در کره آسمان است از دیدگاه مشاهده کننده در نقطه مقابل خورشید قرار دارد. این بدین معنی است که وقتی خورشید در زیر افق قرار دارد، نقطه پادخورشیدی بالای آن قرار می گیرد و برعکس. در یک روز آفتابی، پیدا کردن نقطه پادخورشیدی کار آسانی است: در سایه سر فرد بیننده قرار دارد. همانند سرسو و پاسو نقطه پادخورشیدی جایگاه ثابتی در فضای سه بعدی ندارد و بسته به بیننده تعریف می شود: هر بیننده نقطه پادخورشیدی خودش را دارد که هنگام حرکت بیننده، همراه آن حرکت می کند.
نقطه پادخورشیدی مرکز هندسی پدیده های جوی ای مانند رنگین‌کمان را تشکیل می‌دهد.